# 34545 Chirita
34545 Chirita è un asteroide della fascia principale. Scoperto nel 2000, presenta un'orbita caratterizzata da un semiasse maggiore pari a 2,4398630 au e da un'eccentricità di 0,1051760, inclinata di 7,26533° rispetto all'eclittica.
L'asteroide è dedicato allo studente moldavo Sandu Chirita.